# Triple Crown (luta profissional)
Triple Crown Championship em wrestling profissional é o título atribuído a um lutador que tenha sido campeão de três títulos diferentes. Sendo mais comum um de pesos pesados, um de duplas e um de segunda linha em sua empresa.

## WWE

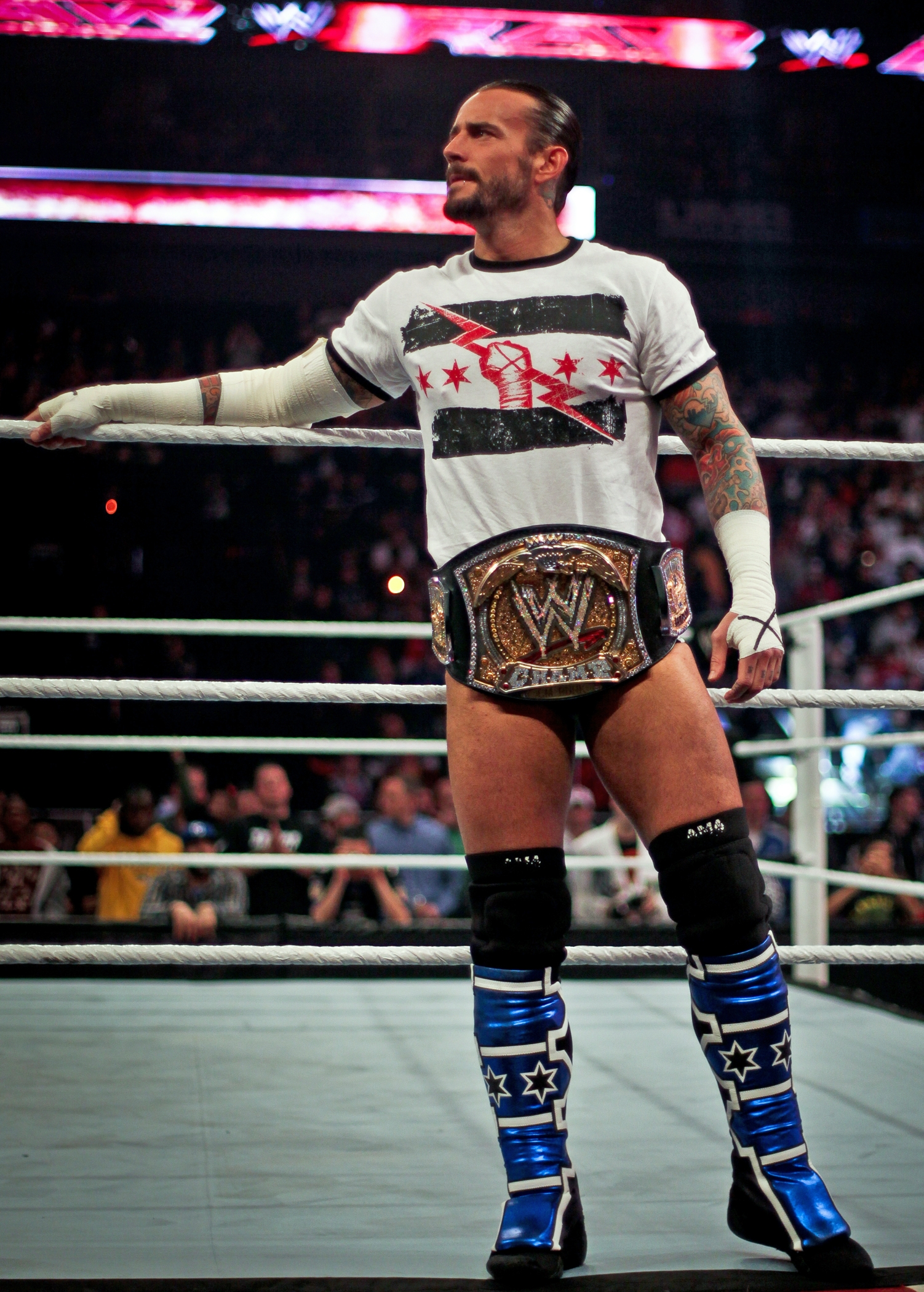
CM Punk é o lutador que conquistou o WWE Triple Crown mais rapidamente.

Na WWE/F, tem sido usado para definir o vencedor os lutadores que tem vencido o  WWE Championship, o WWE Intercontinental Championship e WWE World Tag Team Championship. Por um  período de 18 anos, de 1979 a 1996 o vencedor dos três era chamado campeão das Três Coroas.
CM Punk detém o recorde para a conclusão do Triple Crown no mais curto espaço de tempo entre o primeiro título e terceiro. Ele levou 203 dias entre junho de 2008 e janeiro de 2009. Isso quebrou o recorde anterior de Diesel de 227 dias em 1994, é notável que Diesel só tinha permanecido por um ano e meio na empresa na época.
Em 1997, um quarto foi incluído o WWE European Championship. Este campeonato contou para designar o Triple Crown Championship. Sem um lutador vencesse os três mais esse era chamado de Grand Slam Championship.
Depois da expansão da WWE em 2002 o World Heavyweight Championship e a WWE Tag Team Championship passaram a compor os títulos contados para definir o vencedor.

### Lista de vencedores da Tríplice Coroa na WWE
| Texto | Texto |
| --- | --- |
| Títulos em itálico | Indica que o título é uma alternativa a definição original da Tríplice Coroa.                                                                             |
| Datas em itálico | O lutador ganhou o título, mas não contribui para a Tríplice Coroa, pois ele já havia ganho a Tríplice Coroa, ou já havia ganho um título de mesmo valor. |
| Datas em negrito | A data que o lutador ganhou a Tríplice Coroa. |
| Nomes em negrito | Indica que o lutador também ganhou o Grand Slam Championship.                                                                                             |
| Nomes coloridos | |
| | Ganhou a Tríplice Coroa em sua definição original. |
| | Ganhou a Tríplice Coroa com um ou mais títulos alternativos.                                                                                              |
| | Ganhou a Tríplice Coroa com um ou mais títulos alternativos, mas ganharia também todos os títulos da definição original.                                  |
| | Ganhou todos os campeonatos. |
| Datas coloridas | |
| | Ganhou o título como membro do Raw. |
| | Ganhou o título como membro da ECW. |
| | Ganhou o título como membro do SmackDown. |
| | Ganhou o título antes da divisão de programas da WWE. |
| Notas | |
| 1 ↑ O lutador atualmente não é empregado da WWE, ou se aposentou do wrestling. Futuros reinados não são possíveis.                         | |
| 2 ↑ Lutador é falecido. Futuros reinados não são possíveis.                                                                                | |
| 3 ↑ O World Tag Team Championship foi unificado com o WWE Tag Team Championship em 5 de abril de 2009. Futuros reinados não são possíveis. | |
| 4 ↑ O World Heavyweight Championship foi unificado com o WWE Championship em 15 de dezembro de 2013. Futuros reinados não são possíveis    | |

| Campeão                  | Títulos primários          | Títulos primários          | Títulos de duplas                                 | Títulos de duplas                           | Títulos secundários     |
| Campeão                  | WWE                        | World Heavyweight          | World Tag Team                                    | WWE Tag Team                                | Intercontinental        |
| ------------------------ | -------------------------- | -------------------------- | ------------------------------------------------- | ------------------------------------------- | ----------------------- |
| Pedro Morales            | 8 de fevereiro de 1971     | futuro reinado impossível1 | 9 de agosto de 1980 (com Bob Backlund)            | futuro reinado impossível1                  | 8 de dezembro de 1980   |
| Bret Hart                | 12 de outubro de 1992      | futuro reinado impossível  | 26 de janeiro de 1987 (com Jim Neidhart)          | futuro reinado impossível                   | 26 de agosto de 1991    |
| Diesel                   | 26 de novembro de 1994     | futuro reinado impossível4 | 28 de agosto de 1994 (com Shawn Michaels)         |                                             | 13 de abril de 1994     |
| Shawn Michaels           | 31 de março de 1996        | 13 de novembro de 2002     | 28 de agosto de 1994 (com Diesel)                 | 13 de dezembro de 2009 (com Triple H)       | 27 de outubro de 1992   |
| Stone Cold Steve Austin  | 29 de março de 1998        | futuro reinado impossível1 | 26 de maio de 1997 (com Shawn Michaels)           | futuro reinado impossível1                  | 3 de agosto de 1997     |
| The Rock                 | 15 de novembro de 1998     | futuro reinado impossível4 | 30 de agosto de 1999 (com Mankind)                |                                             | 13 de fevereiro de 1997 |
| Triple H                 | 23 de agosto de 1999       | 2 de setembro de 2002      | 29 de abril de 2001 (com Stone Cold Steve Austin) | 13 de dezembro de 2009 (com Shawn Michaels) | 21 de outubro de 1996   |
| Kane                     | 28 de junho de 1998        | 18 de julho de 2010        | 13 de julho de 1998 (com Mankind)                 | 19 de abril de 2011 (com The Big Show)      | 20 de maio de 2001      |
| Chris Jericho            | 9 de dezembro de 2001      | 7 de setembro de 2008      | 21 de maio de 2001 (com Chris Benoit)             | 28 de junho de 2009 (com Edge)              | 12 de dezembro de 1999  |
| Kurt Angle               | 22 de outubro de 2000      | 10 de janeiro de 2006      | futuro reinado impossível1                        | 20 de outubro de 2002 (com Chris Benoit)    | 27 de fevereiro de 2000 |
| Eddie Guerrero           | 15 de fevereiro de 2004    | futuro reinado impossível2 | futuro reinado impossível2                        | 17 de novembro de 2002 (com Chavo Guerrero) | 5 de setembro de 2000   |
| Chris Benoit             | futuro reinado impossível2 | 14 de março de 2004        | 21 de maio de 2001 (com Chris Jericho)            | 20 de outubro de 2002 (com Kurt Angle)      | 2 de abril de 2000      |
| Ric Flair                | 19 de janeiro de 1992      | futuro reinado impossível1 | 14 de dezembro de 2003 (com Batista)              | futuro reinado impossível1                  | 18 de setembro de 2005  |
| Edge                     | 8 de janeiro de 2006       | 8 de maio de 2007          | 2 de abril de 2000 (com Christian)                | 5 de novembro de 2002 (com Rey Mysterio)    | 24 de julho de 1999     |
| Rob Van Dam              | 11 de junho de 2006        | futuro reinado impossível4 | 31 de março de 2003 (com Kane)                    | 7 de dezembro de 2004 (com Rey Mysterio)    | 17 de março de 2002     |
| Booker T                 |                            | 23 de julho de 2006        | 1 de novembro de 2001 (com Test)                  |                                             | 7 de julho de 2003      |
| Randy Orton              | 7 de outubro de 2007       | 15 de agosto de 2004       | 13 de novembro de 2006 (com Edge)                 |                                             | 14 de dezembro de 2003  |
| Jeff Hardy               | 14 de dezembro de 2008     | 7 de junho de 2009         | 29 de junho de 1999 (com Matt Hardy)              | futuro reinado impossível1                  | 10 de abril de 2001     |
| CM Punk                  | 17 de julho de 2011        | 30 de junho de 2008        | 27 de outubro de 2008 (com Kofi Kingston)         |                                             | 19 de janeiro de 2009   |
| John "Bradshaw" Layfield | 27 de junho de 2004        | futuro reinado impossível1 | 25 de maio de 1999 (com Faarooq)                  | futuro reinado impossível1                  | 9 de março de 2009      |
| Rey Mysterio             | 25 de julho de 2011        | 2 de abril de 2006         | futuro reinado impossível3                        | 5 de novembro de 2002 (com Edge)            | 5 de abril de 2009      |
| Dolph Ziggler            |                            | 15 de fevereiro de 2011    | 3 de abril de 2006 (com Spirit Squad)             |                                             | 28 de julho de 2010     |
| Christian                |                            | 1 de maio de 2011          | 2 de abril de 2000 (com Edge)                     |                                             | 23 de setembro de 2001  |
| Big Show                 | 14 de novembro de 1999     | 18 de dezembro de 2011     | 22 de agosto de 1999 (com The Undertaker)         | 26 de julho de 2009 (com Chris Jericho)     | 1 de abril de 2012      |
| The Miz                  | 22 de novembro de 2010     | futuro reinado impossível4 | 13 de dezembro de 2008 (com John Morrison)        | 16 de novembro de 2007 (com John Morrison)  | 23 de julho de 2012     |
| Daniel Bryan             | 18 de agosto de 2013       | 18 de dezembro de 2011     | futuro reinado impossível3                        | 16 de setembro de 2012 (com Kane)           | 29 de março de 2015     |

## World Championship Wrestling

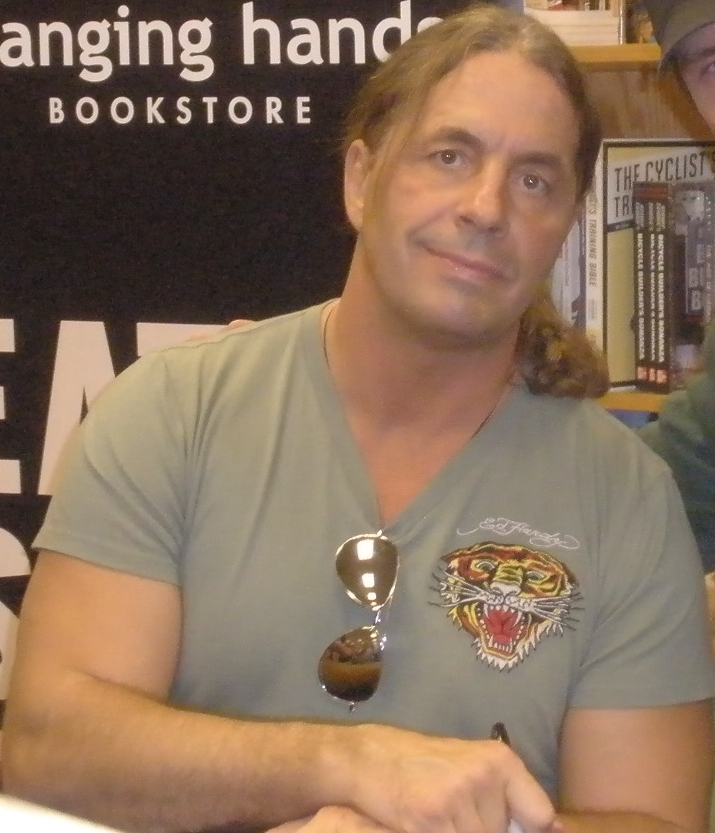
Bret Hart, o primeiro lutador a ganhar o WWE e WCW Triple Crown.

Na World Championship Wrestling (WCW), foi usado para definir os lutadores que venceram o WCW World Heavyweight Championship, o WCW United States Heavyweight Championship e o WCW World Tag Team Championship.

### Lista de vencedores da Tríplice Coroa na WCW
| Campeão             | World Heavyweight       | World Tag Team                                    | United States Heavyweight |
| ------------------- | ----------------------- | ------------------------------------------------- | ------------------------- |
| Ric Flair           | 11 de janeiro de 1991   | 26 de dezembro de 1976 (com Greg Valentine)       | 29 de julho de 1977       |
| Lex Luger           | 14 de julho de 1991     | 27 de março de 1988 (com Barry Windham)           | 11 de julho de 1987       |
| Sting               | 29 de fevereiro de 1992 | 22 de janeiro de 1996 (com Lex Luger)             | 25 de agosto de 1991      |
| Diamond Dallas Page | 11 de abril de 1999     | 31 de maio de 1999 (com Bam Bam Bigelow e Kanyon) | 28 de dezembro de 1997    |
| Goldberg            | 6 de julho de 1998      | 7 de dezembro de 1999 (com Bret Hart)             | 20 de abril de 1998       |
| Bret Hart           | 21 de novembro de 1999  | 7 de dezembro de 1999 (com Goldberg)              | 20 de julho de 1998       |
| Chris Benoit        | 16 de janeiro de 2000   | 14 de março de 1999 (com Dean Malenko)            | 9 de agosto de 1999       |
| Scott Steiner       | 26 de novembro de 2000  | 1 de novembro de 1989 (com Rick Steiner)          | 11 de abril de 1999       |
| Booker T            | 9 de julho de 2000      | 3 de maio de 1995 (com Stevie Ray)                | 18 de março de 2001       |

## Extreme Championship Wrestling

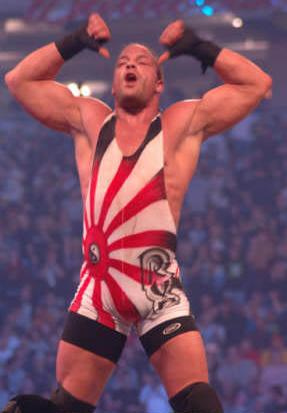
Rob Van Dam, o primeiro lutador a ganhar o WWE e ECW Triple Crown.

Na Extreme Championship Wrestling (ECW), foi usado para definir os lutadores que venceram o ECW World Heavyweight Championship, o ECW World Television Championship e o ECW World Tag Team Championship.

### Lista de vencedores da Tríplice Coroa na ECW
| Campeão         | World Heavyweight     | World Tag Team                                          | World Television       |
| --------------- | --------------------- | ------------------------------------------------------- | ---------------------- |
| Johnny Hotbody  | 26 de abril de 1992   | 3 de abril de 1993 (com Chris Candido e Chris Michaels) | 12 de agosto de 1992   |
| Sabu            | 2 de outubro de 1993  | 4 de fevereiro de 1995 (com Taz)                        | 13 de novembro de 1993 |
| Mikey Whipwreck | 28 de outubro de 1995 | 27 de agosto de 1994 (com Cactus Jack)                  | 13 de maio de 1994     |
| Taz             | 10 de janeiro de 1999 | 4 de dezembro de 1993 (com Kevin Sullivan)              | 6 de março de 1994     |
| Rob Van Dam     | 13 de junho de 20061  | 27 de junho de 1998 (com Sabu)                          | 4 de abril de 1998     |

1 Venceu o cinturão como parte da brand ECW na WWE.

## Total Nonstop Action Wrestling

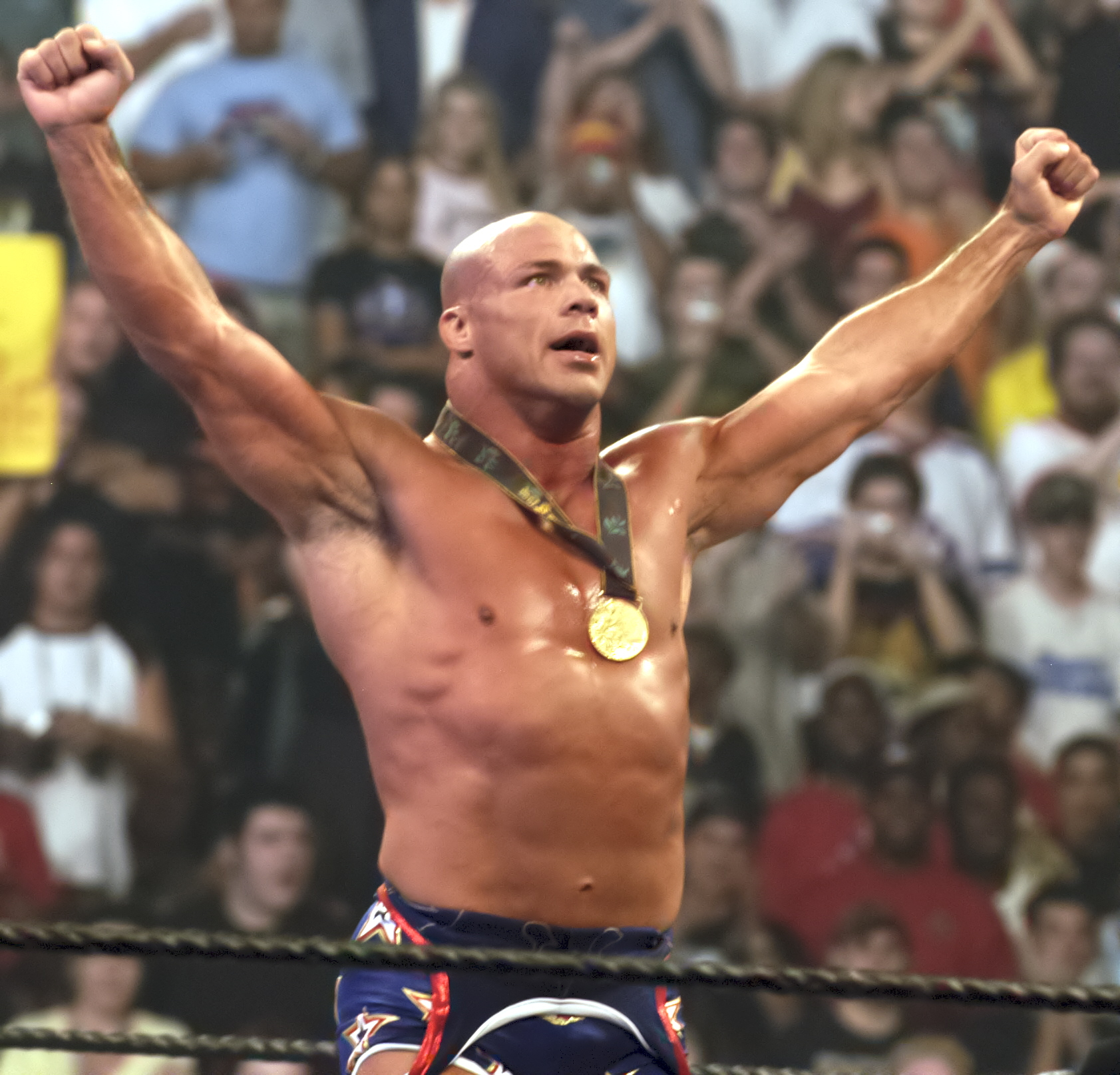
Kurt Angle, o primeiro lutador a ganhar o WWE e TNA Triple Crown.

Na Total Nonstop Action Wrestling (TNA) é usado para definir os lutadores que venceram todos os três cinturões em disputa entre 2002 e 2007 - NWA World Heavyweight Championship, o TNA X Division Championship e o NWA World Tag Team Championship.
Em maio de 2007, a TNA perdeu os direitos sobre o NWA World Heavyweight Championship e NWA World Tag Team Championship e criou o TNA World Heavyweight Championship e TNA World Tag Team Championship. Em 8 de julho de 2007, a TNA afirmou que, se o então TNA X Division Champion Samoa Joe ganhasse o TNA World Tag Team Championship, isso iria deixá-lo "apenas a um pequeno passo para se tornar o segundo vencedor da tríplice coroa". Isso indicou que o TNA World Heavyweight Championship e TNA World Tag Team Championship são válidos para ser um triple crown.

### Lista de vencedores da Tríplice Coroa na TNA
| Texto              | Texto                                                                         |
| ------------------ | ----------------------------------------------------------------------------- |
| Títulos em itálico | Indica que o título é uma alternativa a definição original da Tríplice Coroa. |
| Datas em negrito   | A data que o lutador ganhou a Tríplice Coroa.                                 |
| Nomes em negrito   | Indica que o lutador também ganhou o Grand Slam Championship.                 |
| Nomes coloridos    |                                                                               |
|                    | Ganhou a Tríplice Coroa em sua definição original.                            |
|                    | Ganhou a Tríplice Coroa com títulos alternativos.                             |
|                    | Ganhou todos os campeonatos.                                                  |

| Campeão      | NWA World Heavyweight  | TNA World Heavyweight  | NWA World Tag Team                       | TNA World Tag Team                      | TNA X Division         |
| ------------ | ---------------------- | ---------------------- | ---------------------------------------- | --------------------------------------- | ---------------------- |
| A.J. Styles  | 11 de junho de 2003    | 20 de setembro de 2009 | 3 de julho de 2002 (com Jerry Lynn)      | 14 de outubro de 2007 (com Tomko)       | 19 de junho de 2002    |
| Kurt Angle   |                        | 17 de junho de 2007    |                                          | 12 de agosto de 2007 (sem parceiro)     | 12 de agosto de 2007   |
| Samoa Joe    |                        | 13 de abril de 2008    |                                          | 15 de julho de 2007 (sem parceiro)      | 11 de dezembro de 2005 |
| Abyss        | 19 de novembro de 2006 |                        | 4 de fevereiro de 2004 (com A.J. Styles) |                                         | 16 de maio de 2011     |
| Austin Aries |                        | 8 de julho de 2012     |                                          | 25 de janeiro de 2013 (com Bobby Roode) | 11 de setembro de 2011 |
| Chris Sabin  |                        | 18 de julho de 2013    |                                          | 11 de julho de 2010 (com Alex Shelley)  | 14 de maio de 2003     |
| Eric Young   |                        | 10 de abril de 2014    | 12 de outubro de 2004 (com Robert Roode) | 15 de abril de 2008 (com Kaz)           | 7 de dezembro de 2008  |

## Ring of Honor

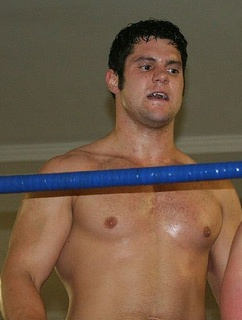
Eddie Edwards, o primeiro lutador a ganhar o ROH Triple Crown

Na Ring of Honor (ROH), é usado para definir os lutadores que venceram o ROH World Championship, o ROH World Tag Team Championship e o ROH World Television Championship. Mais tarde foi alterado de modo que o ROH Pure Championship se tornaria válido para se tornar Triple Crown.

### Lista de vencedores da Tríplice Coroa na ROH
| Campeão         | ROH World              | World Tag Team                            | World Television     | ROH Pure                  |
| --------------- | ---------------------- | ----------------------------------------- | -------------------- | ------------------------- |
| Eddie Edwards   | 19 de março de 2011    | 10 de abril de 2009 (com Davey Richards)  | 5 de março de 2010   | futuro reinado impossível |
| Roderick Strong | 11 de setembro de 2010 | 12 de dezembro de 2005 (com Austin Aries) | 31 de março de 2012  | futuro reinado impossível |
| Jay Lethal      | 19 junho de 2015       |                                           | 13 de agosto de 2011 | 5 de março de 2005        |

## New Japan Pro Wrestling

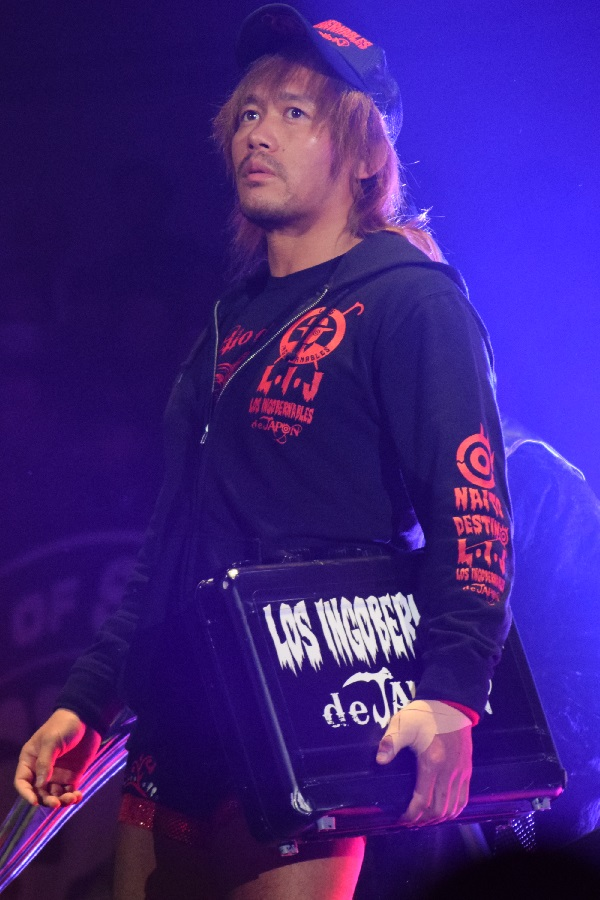
Tetsuya Naito, o primeiro lutador a ganhar o NJPW Triple Crown

Na New Japan Pro Wrestling (NJPW), é usado para definir os lutadores que venceram o IWGP Heavyweight Championship, o NEVER Openweight Championship e o IWGP Intercontinental Championship.
Neste caso, não conta com o Campeonato em Par para o Campeão da Triple Crown.

### Lista de vencedores da Tríplice Coroa na NJPW
| Campeão       | IWGP World          | NEVER Openweight       | IWGP Intercontinental  |
| ------------- | ------------------- | ---------------------- | ---------------------- |
| Tetsuya Naito | 10 de abril de 2016 | 29 de setembro de 2013 | 25 de setembro de 2016 |

## Lucha Libre AAA Worldwide

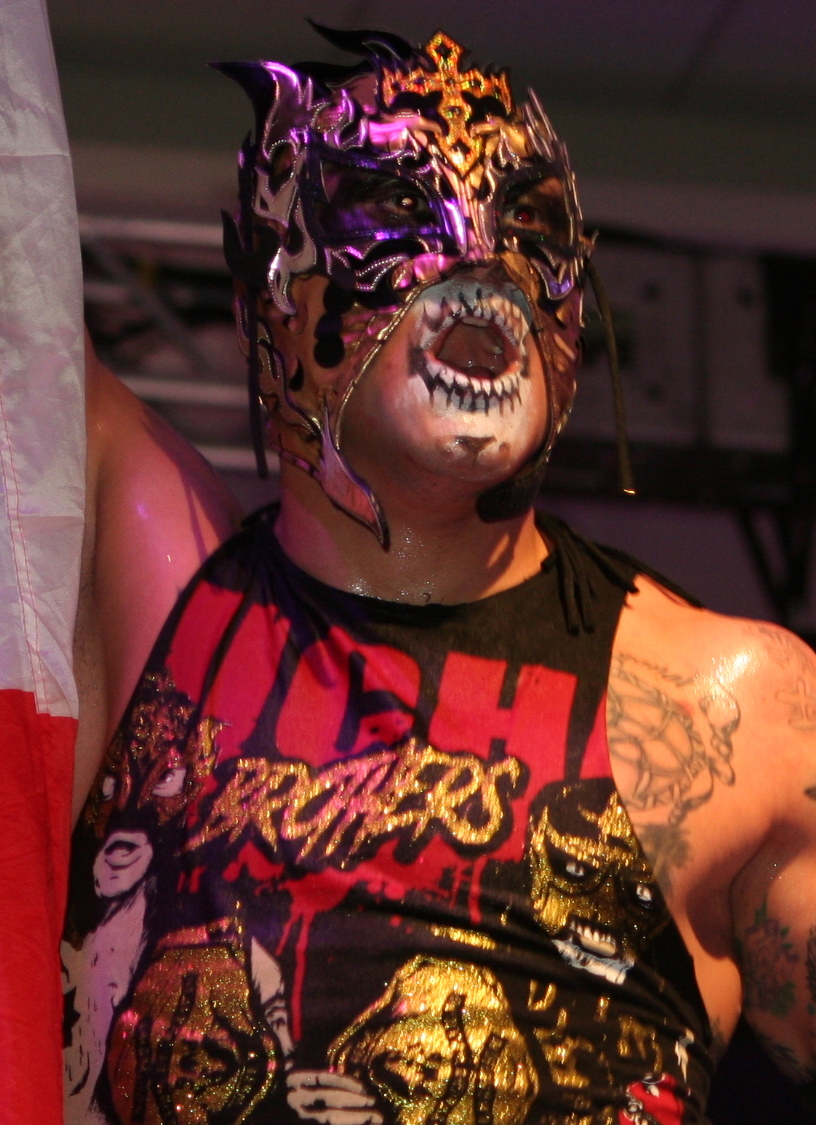
Fénix, o primeiro lutador a ganhar o AAA Triple Crown

Na Lucha Libre AAA Worldwide (AAA), é usado para definir os lutadores que venceram o AAA Mega Championship, o AAA Latin American Championship e AAA World Tag Team Championship.
Neste caso, não conta com o Campeonato em Par para o Campeão da Triple Crown.

### Lista de vencedores da Tríplice Coroa na AAA
| Campeão   | AAA Mega               | World Tag Team                         | Latin American         |
| --------- | ---------------------- | -------------------------------------- | ---------------------- |
| Fénix     | 25 de agosto de 2018   | 16 de março de 2019 (com Pentagón Jr.) | 18 de junho de 2022    |
| El Mesías | 16 de setembro de 2007 | 26 de maio de 2017 (com Pagano)        | 10 de novembro de 2024 |